# Тавакул Карман
Тавакул Карман (арап. توكل كرمان‎; Таиз, Јемен, 7. фебруар 1979) јест јеменска политичарка и активисткиња за људска права. Чланица је највеће опозиционе партије у Јемену, Јеменске конгрегације за реформе. Године 2005. основала је организацију Жене новинарке без ланаца, на чијем челу је и данас. Циљ организације је промоција људских права, „нарочито слободе мишљења и изражавања, као и демократских права”.
Карманова наводи да добија „претње и искушења” од власти телефоном и писмима због њеног одбијања да прихвати одлуку Министарства за информације које је одбило захтев њене организације да покрене новине и радио-станицу. Од 2007. до 2010. Карманова је редовно приређивала демонстрације на Тргу слободе у Сани.
Током Протеста у Јемену 2011. године предводила је студентске демонстрације у Сани. Током овог периода два пута је хапшена.
Уз Лејму Гбови и Елен Џонсон Серлиф добитница је Нобелове награде за мир 2011. године због, како је образложено, „ненасилне борбе за сигурност жена и женска права за пуно учешће у изградњи мира“.